# Heraclia terminatis
Heraclia terminatis är en fjärilsart som beskrevs av Walker 1856. Heraclia terminatis ingår i släktet Heraclia och familjen nattflyn. Inga underarter finns listade i Catalogue of Life.